# Intermediate System-to-Intermediate System
Het IS-IS protocol, beschreven in RFC 1142, voorziet in de authenticatie van Link State Packets (LSPs) door het bijsluiten van authenticatie informatie als onderdeel van het LSP. Wanneer een router niet over de juiste authenticatie beschikt, dan kan deze niet als een "buur" gezien worden.
Dit protocol is verder uitgewerkt door Cisco, zij hebben aanpassingen gemaakt met betrekking tot de integriteit van de authenticatie informatie.